# Artur Golke
Artur Golke (* 14. Oktober 1886 in Danzig; † 9. August 1938 in Moskau) war ein deutscher Politiker, Landtagsabgeordneter im Freistaat Preußen und gewähltes Mitglied der Berliner Stadtverordnetenversammlung. Er war Gründungsmitglied der KPD und Hauptkassierer des ZK der KPD. Während des Großen Terrors in der Sowjetunion wurde er 1938 vom NKWD verhaftet und hingerichtet.

## Leben
Golke absolvierte nach seinem Schulabschluss eine Ausbildung als Dreher auf der Schiffswerft der Schichau-Werke in Danzig und zog 1905 nach Berlin. 1908 wurde er Mitglied der SPD und nahm von 1914 bis 1916 am Ersten Weltkrieg teil. Anschließend arbeitete er von 1917 bis 1920 als Dreher in einer Türschließerfabrik. Während der Novemberrevolution 1918 engagierte er sich im Spartakusbund, dessen Mitglied er im Krieg wurde und war Gründungsmitglied der zur Jahres 1918/19 aus dem Spartakusbund heraus gegründeten KPD. Golke gehörte von 1919 bis 1933 der Bezirksleitung KPD Berlin-Brandenburg an und war ab 1920 Sekretär und Kassierer der Bezirksleitung. Im Dezember 1924 wurde er für die KPD in den Preußischen Landtag gewählt und war dessen Mitglied bis ebenso 1933. Bei der konstituierenden Sitzung nach der Wahl 1928 schlug Golke den Bauernpartei-Abgeordneten der DF/DL Hans Ponfick zusammen. Das eingeleitete Strafverfahren wurde gegen Golke eingestellt.
Zusammen mit Gustav Menzel gelang es Golke, den inhaftierten Max Hoelz und dessen Genossen zum Abbruch ihres Hungerstreiks zu bewegen. 1925 wurde er Mitglied des ZK der KPD und übernahm von Arthur König die Funktion des Hauptkassierers. Golke hatte diese Funktion bis zu seiner Amtsenthebung im April 1933 inne. Sein Nachfolger wurde Walter Beling. Seit 1930 war Golke ebenso Mitglied des ZK der Internationalen Arbeiterhilfe und wurde am 12. März 1933 in die Berliner Stadtverordnetenversammlung gewählt. Zu diesem Zeitpunkt konnten Angehörige der KPD durch die nationalsozialistische Verfolgung bereits keinerlei ihrer Mandate annehmen. 
Golke ging 1933 in die Illegalität und emigrierte im darauffolgenden Jahr über Prag und Paris in die Sowjetunion. Dort wurde er Wirtschaftsleiter des Erholungsheims der Komintern in Kunzewo. Ab Anfang 1937 wurde er wiederholt von der Internationalen Kontrollkommission (IKK) der Komintern verhört, als Ergebnis am 13. März 1938 im Zuge der sogenannten „Deutschen Operation“ vom NKWD verhaftet und der „Spionage“ und „Diversionstätigkeit“ beschuldigt. Am 29. Juli 1938 wurde die Todesstrafe ausgesprochen, die am 9. August 1938 vollstreckt wurde. Im Zuge der Entstalinisierung wurde Golke 1956 von der SED rehabilitiert.

## Familie
Golke war Kind einer Arbeiterfamilie und war ab 1910 mit seiner Hedwig Hoffmann verheiratet, die ab 1919 ebenso Mitglied der KPD war. Das Ehepaar hatte zwei Töchter. Die jüngere Tochter Marta Golke engagierte sich ebenso in der KPD und war Mitarbeiterin der Komintern und SED. Durch seinen Bruder Gustav Golke war Artur Golke seit 1923 mit der in der KPD als Ultralinken geltenden Ruth Fischer verschwägert. Der ab 1927 in Moskau lebende Bruder war bis zu seiner Erschießung im November 1937 für die Komintern tätig.